# Loth et ses filles (Gentileschi, Los Angeles)
Pour les articles homonymes, voir Loth et ses filles.
Loth et ses filles est un tableau réalisé par le peintre italien Orazio Gentileschi vers 1622. 

## Description
Cette huile sur toile est une peinture religieuse qui illustre un passage du Livre de la Genèse, dans l'Ancien Testament. Elle représente Loth endormi par le vin que lui ont servi ses deux filles, l'une désignant à l'autre un élément hors du cadre, probablement la destruction de Sodome. Achetée en 1998, l'œuvre est conservée au J. Paul Getty Museum, à Los Angeles, en Californie, aux États-Unis.
Une version à la composition identique existe au musée des beaux-arts du Canada, à Ottawa. Une autre se trouve au musée Thyssen-Bornemisza, à Madrid, en Espagne. Le musée des Beaux-Arts de Bilbao, également en Espagne, conserve quant à lui une peinture sur le même thème mais à la composition différente.

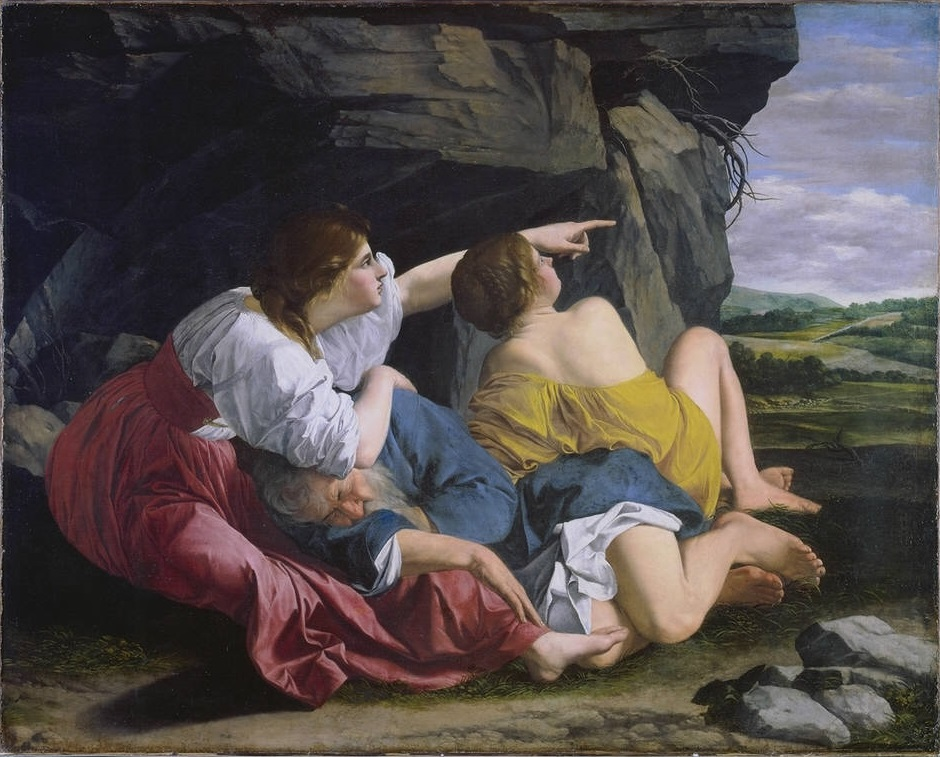
Loth et ses Filles, 1622 – Musée des beaux-arts du Canada, Ottawa.
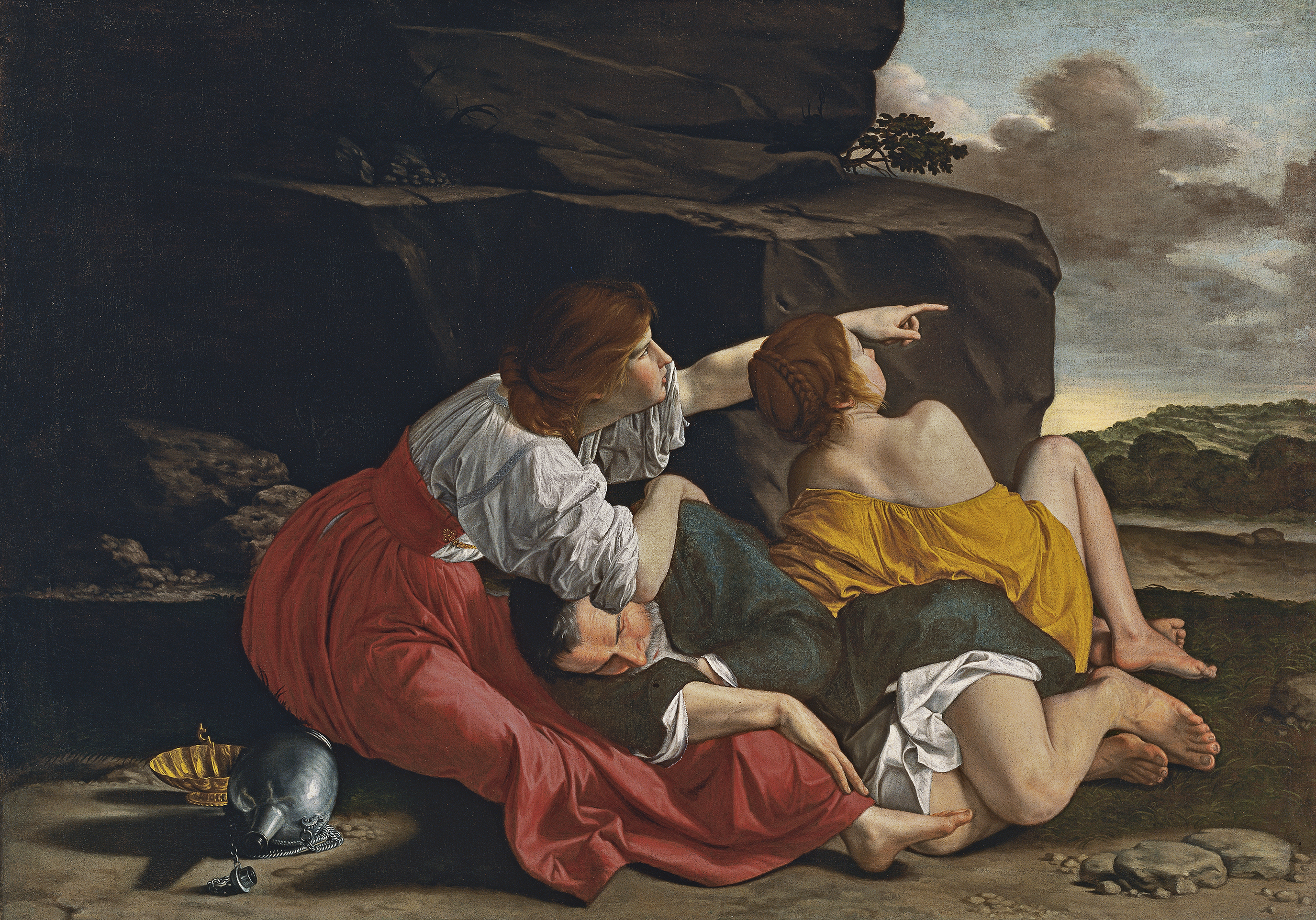
Loth et ses filles, vers 1621-1623 – Musée Thyssen-Bornemisza, Madrid.
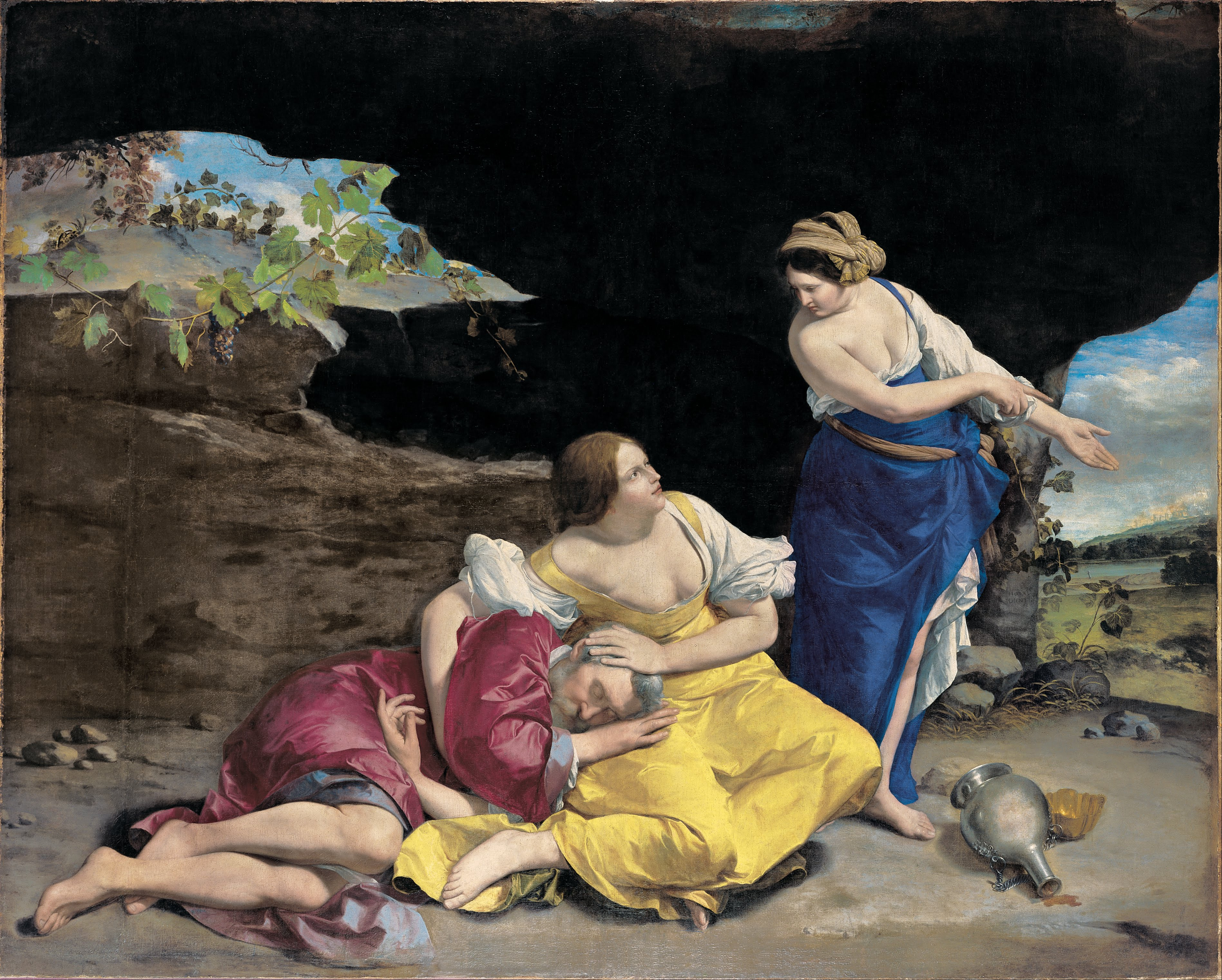
Loth et ses Filles, vers 1628 – Musée des Beaux-Arts de Bilbao.